# Theaterbrücke
Die Theaterbrücke, 1889 als Kaiser-Wilhelm-Brücke zu Ehren Wilhelms I., des ersten deutschen Kaisers, fertig gestellt, ist eine unter Denkmalschutz stehende Brücke über die Oker im östlichen Ringgebiet von Braunschweig.

## Geschichte

Blick über die Kaiser-Wilhelm-Brücke in die Kaiser-Wilhelm-Straße und das Östliche Ringgebiet (vor 1906). Gut zu erkennen: Die vier Frauenstatuen und die vier Löwen an jeder Ecke. Außerdem die heute nicht mehr existierende Straßenbahnlinie 6.

### Vorgeschichte
Nach Ende des Deutsch-Französischen Krieges von 1870 bis 1871 kam es im Zuge der Gründerzeit reichsweit zu einer vehementen Industrialisierung; so auch in Braunschweig. Für zugezogene Arbeiter musste in großem Umfang schnell neuer Wohnraum, nahe den Fabriken geschaffen werden, aber auch für die ortsansässige Bevölkerung entstanden großflächig Neubaugebiete, wie zum Beispiel das Östliche Ringgebiet. Dieses wurde ursprünglich hauptsächlich für Großbürgertum und Militärangehörige der nahen Kasernen konzipiert. Die Oberaufsicht für das städtebauliche Gesamtvorhaben lag bei Stadtbaurat Ludwig Winter.
Das neue, großstädtische und auf Repräsentation angelegte Wohngebiet wurde über zahlreiche, großzügig angelegte neue Straßen und Brücken erschlossen. Die Hauptachse verlief fast schnurgerade von West nach Ost von der Burg Dankwarderode ausgehend über den Steinweg zum Herzoglichen Theater. Es folgte die neue Kaiser-Wilhelm-Brücke und die daran anschließende Kaiser-Wilhelm-Straße, einer Allee bis hin zum Franzschen Feld mit Stadtpark, Prinzenpark und schließlich dem Nußberg.
Im Rahmen der östlichen Stadterweiterung im späten 19. Jahrhundert, hatte die Stadt nach dem Tode Wilhelms 1884, letzter Herzog des Neuen Hauses Braunschweig, den herzoglichen Küchengarten 1888 erworben. Dieser befand sich zu beiden Seiten des Theaters und ging auch noch östlich über den Okerumflutgraben hinaus.

### Brücke

Einweihung der Statuen am 31. August 1902. Gut zu erkennen: Ganz rechts einer der vier Löwen, in der Mitte das Reichsschwert. Das Haus im Hintergrund ist (heute) Jasperallee 87.

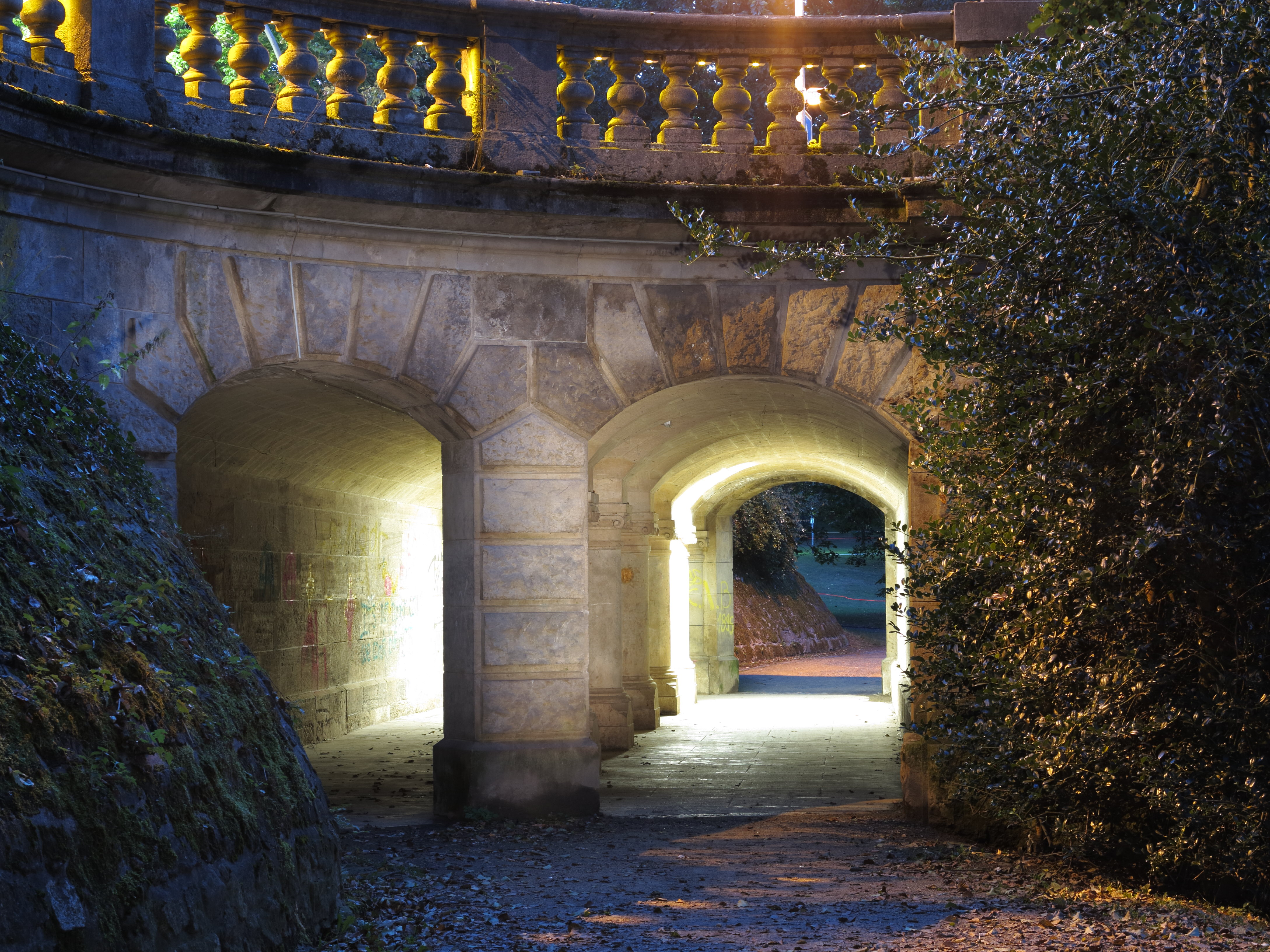
Durchgänge auf der Westseite

Die viertelkreisförmige Bogenbrücke, deren Formensprache sich an Renaissance und Barock orientiert, wurde aus großformatigen, rau belassenen Werksteinquadern, sogenannten Bossenquadern, errichtet. Die kräftigen Balustraden, sind durch mehrere Postamente unterteilt. Auf ihrer zur Innenstadt hin gerichteten Westseite sind parallel zur Oker zwei bogenförmige Durchgänge. Ein Charakteristikum der Brücke ist, dass sie mit nur 15 m wesentlich schmaler ist, als die nördlich gelegene Fallerslebertor-Brücke und die südlich gelegene Steintor- und Leonhard-Brücke. Außerdem ist sie ebenfalls deutlich schmaler als die in ihrem Zentrum mit einer doppelten Baumreihe bestandene Kaiser-Wilhelm-Straße/Jasperallee. Zudem ist die Brückenüberfahrt gleichfalls schmaler als jede, der beiden Straßen, die um das Theater herum auf sie zu führen. Dadurch wird der Verkehrsfluss deutlich verlangsamt und die Funktion der Brücke als eine Art „Schwelle“ in das Östliche Ringgebiet in besonderer Weise hervorgehoben.

### Statuen

Einer der vier Löwen

Etwas über fünf Jahre nach Fertigstellung der Brücke, entstand der Gedanke, diese in besonderer Weise zu schmücken. So bewilligten die Stadtverordneten am 21. Februar 1895 30.000 Mark für künstlerischen Schmuck der Kaiser-Wilhelm-Brücke. Am 28. November 1895 fand die Prämierung der eingereichten Entwürfe statt. Gewinner war der in Ölper (heute ein Stadtteil von Braunschweig) geborene Bildhauer Ernst Müller-Braunschweig, der zusammen mit Gottlieb Elster vier überlebensgroße Frauen-Statuen entwarf die von Paul Rinckleben in Bronze gegossen wurden. Die Enthüllung der Statuen fand am 31. August 1902 u. a. in Anwesenheit von Oberbürgermeister Wilhelm Pockels und Adolf Hartwieg als Vertreter des Braunschweigischen Regenten Prinz Albrecht statt.
Die vier Statuen von Müller-Braunschweig stellten vier individuell ausgeformte, allegorische Frauengestalten dar. Drei symbolisierten die Reichskleinodien: Die Reichskrone hielt die Kaiserkrone in der rechten Hand und in der linken einen Palmzweig. Das Reichsschwert in Harnisch und Kettenpanzer hält in der rechten Hand gesenkt ein Schwert, derweil die linke einen breiten Gürtel umfasst. Mit dem rechten Fuß zertritt die nach links blickende Frau einen Lindwurm, der sich am Boden windet. Zepter und Reichsapfel trägt eine Krone und ein langes Gewand. Sie blickt gerade aus in die Ferne und hält in der rechten das Zepter, in der linken den Reichsapfel. Die vierte Frau, ebenfalls in langem Gewand, hielt in der rechten Hand ein aufgeschlagenes Buch, in das sie blickte. In der linken hielt sie einen Palmzweig. Die Statue trug den Titel Erinnerung an Kaiser Wilhelm I.
Während die vier Frauen zu je zwei auf jeder Seite der Brücke standen wurden zusätzlich vier, ebenfalls überlebensgroße, aber identische Löwen auf je einem Postament zu beiden Seiten auf jedem Okerufer aufgestellt. Auf einem Postament in der Mitte jeder Brückenseite stand zudem ein Kandelaber.
Wie viele andere Statuen aus Metall, darunter die vier Soldatenstandbilder der unweit gelegenen Fallersleber-Tor-Brücke oder das Reiterstandbild Herzog Wilhelms von 1904 auf dem Ruhfäutchenplatz, wurden auch die vier Standbilder der Theaterbrücke während des Zweiten Weltkrieges entfernt und eingeschmolzen.

Frauenstatuen
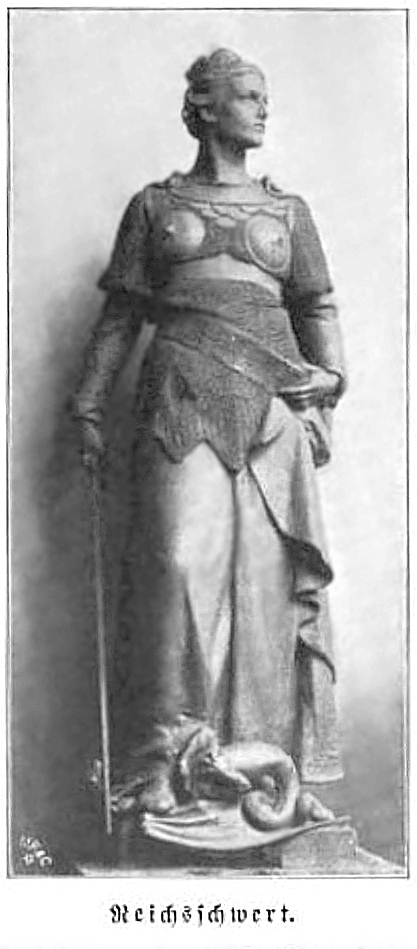
Reichsschwert
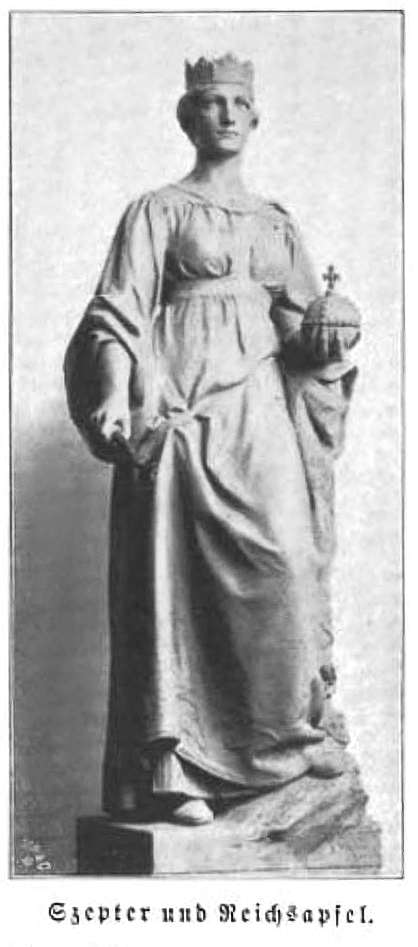
Zepter und Reichsapfel
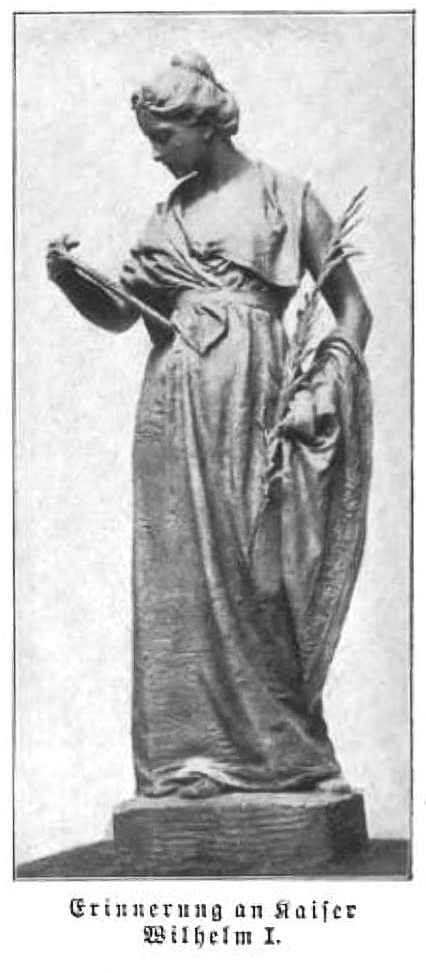
Erinnerung an Kaiser Wilhelm I.

## „Evokation in Rot“

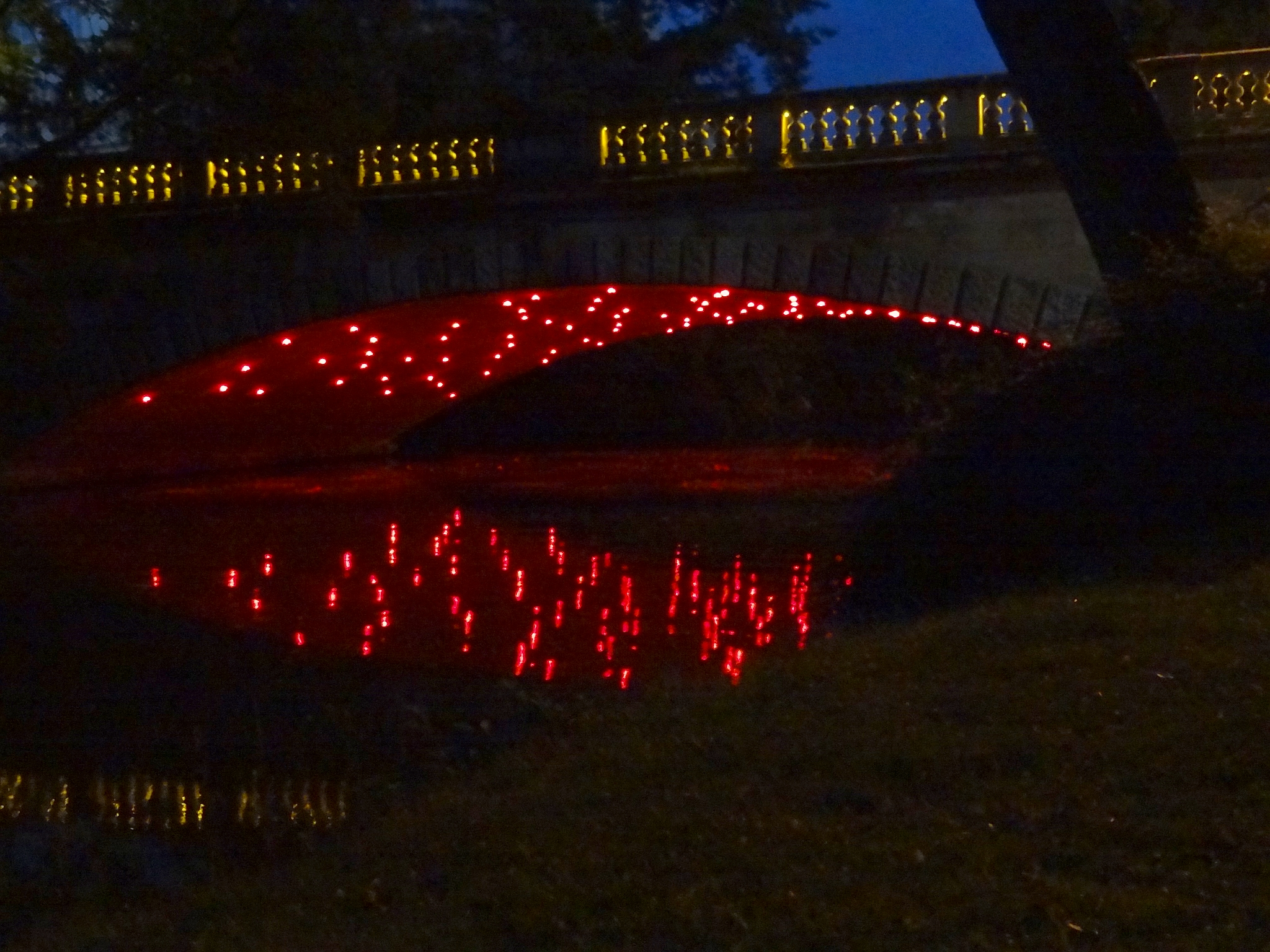
Evokation in Rot, seit 2008 zu sehen.

Im Rahmen des Kunstprojektes Okerlicht, entwarf die aus Hannover stammende Künstlerin Yvonne Goulbier 2008 die Installation Evokation in Rot. Die Installation besteht aus 150 in Rosenblütenform gestalteten roten Leuchtdioden, die seit April 2008 abends zu sehen sind.